# Dominique-Marie David
Dominique-Marie David, né le 21 septembre 1963 à Beaupréau (Maine-et-Loire), est un archevêque catholique français.

## Biographie
Le père Dominique-Marie David est né le 21 septembre 1963 à Beaupréau dans le diocèse d'Angers. Après le lycée, il a fréquenté l'Université catholique de l'Ouest à Angers, où il a obtenu une licence de philologie anglaise, et a travaillé comme professeur d'anglais. 
Prêtre du diocèse de Nantes, il est membre de la Communauté de l'Emmanuel. Depuis son ordination presbytérale en 1991, il a exercé de nombreuses responsabilités, tant dans sa communauté que dans le diocèse. À partir de septembre 2019, il est membre de l’équipe animatrice du séminaire Saint-Jean de Nantes, et au service de la cathédrale Saint-Pierre-et-Saint-Paul de Nantes.
Le 21 janvier 2020, le pape François le nomme archevêque de Monaco,, poste dans lequel il succède à Bernard Barsi atteint par la limite d'âge. Son ordination épiscopale a été célébrée à Monaco le dimanche 8 mars 2020 à 15h30 en la cathédrale de Monaco.

### Études
- Faculté de théologie de l'Université catholique de l'Ouest (Angers).
- Séminaire interdiocésain Saint-Paul de Louvain-la-Neuve (Belgique).

### Diplômes
- Licence de philologie anglaise à l’Université catholique de l’Ouest (Angers).
- Baccalauréat canonique de théologie à l’Université catholique de l’Ouest (Angers).

## Ministères
- Vicaire de la paroisse de Sautron dans le diocèse de Nantes (1991-1995)
- Responsable du service liturgique de la Communauté de l'Emmanuel (1995-2001)
- Responsable de la Maison Saint-Martin à Paris pour la formation des séminaristes de la Communauté de l'Emmanuel (1997-2001)
- Administrateur de la paroisse Saint-Similien de Nantes (2001-2002)
- Curé de la paroisse Sainte-Madeleine de Nantes (2002-2009)
- Responsable des ministres ordonnés et des séminaristes de la Communauté de l'Emmanuel (2009-2016)
- Recteur de l'église de la Trinité-des-Monts à Rome (2016-2019)
- Membre de l'équipe des formateurs du Grand séminaire Saint-Jean à Nantes (2019)

## Les signes distinctifs de l’évêque

### Blason épiscopal
| Blason | Blasonnement : Commentaires : Son blason représente l'Église voguant sur les flots et portant l'amour du cœur du Christ, l'étoile représente Marie, étoile de la mer. |

### Devise épiscopale
Sa devise épiscopale est tirée de la première épître aux Thessaloniciens : Il est fidèle, celui qui vous a appelés (1Th 5,24)

## Décorations
- Grand officier de l'ordre des Saints-Maurice-et-Lazare (Italie)[4].
- Chevalier de l'ordre de Saint-Charles (Monaco)[5].